# Mario Osuna
Mario Humberto Osuna (Culiacán Rosales, Sinaloa, 1988. augusztus 20. –) egy mexikói válogatott labdarúgó, aki jelenleg a Querétaróban játszik középpályásként.

## Pályafutása

### Klubcsapatokban
2009-től 2013-ig szülővárosának csapatában, a Dorados de Sinaloában játszott a másodosztályban. 2013. január 5-én a Querétaro játékosaként mutatkozott be az első osztályú bajnokságban, amikor is együttese 2–2-es döntetlent ért el a Club León ellen.

### A válogatottban
Első válogatottbeli szereplésére 26 évesen, 2015 áprilisában került sor egy USA elleni barátságos mérkőzésen. Ezután beválogatták a 2015-ös Copa Américán szereplő keretbe is.

#### Mérkőzései a válogatottban
| Mexikó | Mexikó            | Mexikó                              | Mexikó           | Mexikó   | Mexikó   | Mexikó                   | Mexikó | Mexikó  |
| #      | Dátum             | Helyszín                            | Hazai            | Eredmény | Vendég   | Kiírás                   | Gólok  | Esemény |
| ------ | ----------------- | ----------------------------------- | ---------------- | -------- | -------- | ------------------------ | ------ | ------- |
| 1.     | 2015. április 15. | San Antonio, Alamodome              | Egyesült Államok | 2 – 0    | Mexikó   | barátságos               | 0      |         |
| 2.     | 2015. június 7.   | São Paulo, Allianz Parque           | Brazília         | 2 – 0    | Mexikó   | barátságos               | 0      | 46'     |
| 3.     | 2015. június 15.  | Santiago, Estadio Nacional de Chile | Chile            | 3 – 3    | Mexikó   | Copa América, csoportkör | 0      | 77'     |
|        | Összesen          |                                     |                  | 3        | mérkőzés |                          | 0      | gól     |